# Hafir

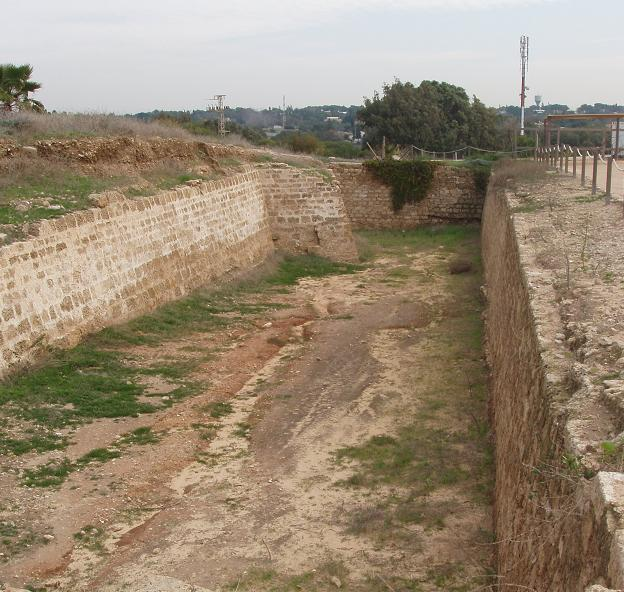
Hafir en Arsuf, Israel.

Un hafir es un tipo de reserva de agua usado en Sudán y Oriente Medio, que capturan el agua de lluvia o el caudal de un khor (torrente estacional). El nombre proviene del árabe y significa "cavar". En muchos casos son estructuras muy básicas, como una zanja cavada a mano, aunque también se usa maquinaria. La reserva se suele encontrar bajo tierra, y se tienden a secar hacia el final de la estación seca.
Los hafirs se empezaron a construir durante la fase meroítica del Reino de Kush, desde el siglo III A.C hasta el siglo III D.C, y se construyeron en gran número. Este nombre es frecuente en el Sudán, donde a 50 km a cada lado del Nilo se pueden ver los restos de algunos hafirs, siendo el más grande el de Alem (unos 300 m de diámetro).[cita requerida]